# Anti Social Media
Anti Social Media ist eine dänische Rockband, die seit 2014 besteht. Sie hat Dänemark beim Eurovision Song Contest 2015 in Wien vertreten und ist dort im Halbfinale ausgeschieden.

## Geschichte
Die Gruppe besteht erst seit 2014 und trat beim Dansk Melodi Grand Prix am 7. Februar 2015 erstmals öffentlich in Erscheinung. Sie gewannen mit dem Song The Way You Are (dt.: "So wie du bist") vor Anne Gadegaard (der dänischen Teilnehmerin beim Junior Eurovision Song Contest 2003) die dänische ESC-Vorentscheidung, wobei sie das Votum der regionalen Jurys gewannen und im Televoting hinter Gadegaard Zweite wurden.

## Diskografie
Singles
- 2015: The Way You Are
- 2015: More Than a Friend